# Festival du film d'animation de Baillargues
 (août 2020).
Le Festival du film d'animation de Baillargues est un festival créé en 1985 et qui se tient dans une commune française située à l'est de l'agglomération de Montpellier, dans l'Hérault.
Il a commencé modestement avec des prêts de réalisateurs canadiens. Sa vingtième édition a proposé un programme de 20 bobines et accueilli quelques milliers de spectateurs, ainsi que des séances spéciales (le « festival nomade ») dans des communes de l'Hérault et du Gard.
L'association organisatrice du festival entretient des activités et des ateliers destinés aux publics scolaires et étudiants.
- En novembre 2008 : c'est le thème de la musique et du cinéma d'animation avec des projections présentées, des animations, concerts  et expositions.
- En 2007 :  Autour du vaste thème de l'amour a été projeté Les Aventures du prince Ahmed, Persepolis, Nocturna la nuit magique, la Reine Soleil, Les Contes de Terremer, la science des rêves, ... En avant-première nationale les 3 brigands de Tomi Ungerer.
- En 2006 : Autour de la thématique de l'environnement Renaissance a été projeté en présence de Christian Volkman

ainsi qu'Azur et Asmar en présence de Michel Ocelot, le réalisateur et de sa directrice de production, Virginie Guilminot
- En 2005 : Kirikou et les Bêtes sauvages en avant-première le 23 novembre et en présence de Bénédicte Galup et de Pascal Ropars, qui ont participé à la réalisation du film.